# 米長晴信
米長 晴信（よねなが はるのぶ、1965年〈昭和40年〉10月21日 - ）は、日本の起業家、政治家。一般社団法人やまなしランド代表。元参議院議員（1期）。元フジテレビ政治部キャップ。本名、鈴木晴信（すずき はるのぶ）。叔父は日本将棋連盟元会長で永世棋聖の米長邦雄。

## 来歴
1965年（昭和40年）山梨県南巨摩郡増穂町（現富士川町）生まれ。血液型はA型。実父の弟は将棋棋士の米長邦雄で甥にあたる。海外で単身赴任をしていた父の関係で小学校から引越しを多く経験。
峡南幼稚園、島本町立第三小学校（途中、米国・ニューヨークの小学校に在学）、島本町立第一中学校、大阪府立島本高等学校を卒業、上智大学文学部ドイツ文学科（在学中に米国・コロラド大学へ1年間留学）を卒業。
1990年（平成2年）フジテレビに入社。17年間、報道部門を歩み、『ニュースJAPAN』、『FNNスーパーニュース』チーフディレクター、社会部や警察担当記者、2000年（平成12年）ベルリン支局長（ヨーロッパのほか、アフガン・イラクなど取材）、2005年（平成17年）政治部キャップを務める。
2006年（平成18年）9月、フジテレビを退社。2007年（平成19年）7月、第21回参議院議員通常選挙に民主党代表だった小沢一郎からの要請を受け、民主党公認で山梨県選挙区から出馬し、得票数242,586票で初当選した。この選挙では叔父である米長邦雄が選挙対策本部の特別顧問を務めている。
政権交代後、民主党では、副幹事長、陳情要請対応本部副本部長等を歴任し、有権者からの陳情の対応に務める。
2011年（平成23年）3月23日「民主党・日本バス議員連盟」が設立、事務局長に就任。同年8月23日、政党の垣根を越えた超党派による「将棋文化振興議員連盟」が設立、事務局長に就任。会見は国会の議員会館で行われ、民主党、自民党、公明党、共産党、国民新党、たちあがれ日本、みんなの党など、衆参両院より50人の国会議員が出席した。
2012年（平成24年）7月6日、消費税増税法案を含む社会保障・税一体改革関連法案に反対する意向を表明し、民主党に離党届を提出。離党届は同年7月9日に受理された。無所属で活動。
2013年（平成25年）1月、みんなの党の参議院会派に加入する。同年2月、みんなの党へ正式に入党した。同年7月の第23回参議院議員通常選挙では日本維新の会からも推薦を受けたが、落選した。第24回参議院議員通常選挙では無所属で出馬。3年ぶりの返り咲きを目指すが、結果輿石の正式な後継候補である民進党公認、共産党・社会民主党推薦の宮沢由佳に敗れ落選する。
2017年（平成29年）一般社団法人 日本の水を守る会の7代目会長に就任。
2018年（平成30年）9月23日、2019年山梨県知事選挙への出馬を表明。2019年（平成31年）1月27日、投開票の結果、落選した。
2019年（令和元年）7月23日、一般社団法人やまなしランドを設立、代表に就任。知事選で公約した観光誘客で山梨の経済を活性化させる「山梨ランド」構想を事業化するため政治活動を休止。政治活動の再開に関しては「事業に専念するか、事業の結果を出せても政治に戻るかどうか－やってみないと分からない」と明言を避ける。
2021年（令和3年）11月、40年にわたって親しまれた甲斐市の老舗店「珈琲専門店ドルチェ」の閉店を機に新店をオープン。前オーナーの思いを汲み取り、建物をそのままカフェとして使い「ドルチェ」をオープン。マネージャーとして、ここでしか食べられない世界のメニューを提供する。

## 人物
- 既婚者。2児の父親。女の子、次に男の子を授かった[25]
- 特技は英語（TOEIC960点）、将棋（2段）[26]
- 趣味は映画観賞

## 政治主張および主義
- 民主党を離党するきっかけとなった消費税増税に反対の立場を貫いている[27]。
- 選択的夫婦別姓制度に「どちらかといえば反対」[28]。

## 所属団体・議員連盟
- 国家主権と国益を守るために行動する議員連盟
- 民主党・日本バス議員連盟（事務局長）
- 将棋文化振興議員連盟（事務局長）
- 一般社団法人 日本の水を守る会（会長）
- 甲府 21 ワイズメンズクラブ（会長）[29]

## 選挙歴
| 当                 | 第21回参議院議員通常選挙 | 2007年7月29日 | 41 | 山梨県 | 民主党     | 242,586 | 55.3% | 1 | 第1位(3人中) |
| 落                 | 第23回参議院議員総選挙   | 2013年7月21日 | 47 | 山梨県 | みんなの党 | 50,411  | 15.4% | 1 | 第4位(7人中) |
| 落                 | 第24回参議院議員総選挙   | 2016年7月10日 | 50 | 山梨県 | 無所属     | 67,459  | 16.7% | 1 | 第3位(4人中) |
| 落                 | 山梨県知事選挙           | 2019年1月27日 | 53 | 山梨県 | 無所属     | 17,198  | 4.3%  | 1 | 第3位(4人中) |
| 当選回数 参議院1回 |                          |               |    |        |            |         |       |   |              |